# Leščevje
Leščevje este o localitate din comuna Ivančna Gorica, Slovenia, cu o populație de 50 de locuitori.